# Сафонин, Виктор Васильевич
Виктор Васильевич Сафонин (8 марта 1941, Баку — 23 января 2017, Москва) — заслуженный тренер России, доцент Московского государственного горного университета. Отличник физической культуры и спорта России. Работал тренером юношеской сборной.

## Биография
Виктор Васильевич Сафонин родился 8 марта 1941 года в городе Баку.
Стал чемпионом Азербайджана в 1962 и 1964 годах. Был постоянным тренером Анатолия Александрова, ставшего двукратным чемпионом мира среди профессионалов, также этот спортсмен был первым российским профессиональным боксером — чемпионом Европы.
Когда Сафонин стал тренировать профессионалов, у него, по его собственным словам, было недостаточно для этого опыта и знаний. Но необходимую информацию он черпал из книг, смотрел записи тренировок. Подготовил за неделю своего подопечного — Анатолия Александрова, к бою с чемпионом Африки.
Виктор Сафонин тренировал Владимира Минеева перед поединком с Реванхо Блокландом. Выработал технику вместе с другим тренером — Евгением Беликом, которую Минеев применил в этом бое. Поединок закончился победой Минеева.
Виктор Васильевич Сафонин порекомендовал Владимира Минеева в качестве студента кафедры физической культуры в 2008 году — впоследствии спортсмен успешно окончил учебу и получил диплом.
На протяжении 23 лет Виктор Сафонин работал в Горном институте. Команда, под его руководством, выигрывала студенческие игры и чемпионаты Москвы. Среди его воспитанников — Сергей Адамов, чемпион Советского Союза Виктор Карпухин, шестикратный чемпион Москвы Сергей Громов. Во время работы в юношеской сборной Москвы Виктор Сафонин проводил подготовку к Спартакиаде молодежи.
Виктор Васильевич Сафонин был тренером в ДЮСШ имени Быстрова, тренировал спортсменов в ДФК МГФСО на Бакунинской. Среди его подопечных — Али Багаутинов.
Заслуженный тренер России, отличник физической культуры и спорта России.
Умер 23 января 2017 года.